# Pljos
Pljos (ruski: Плёс) je gradić u Ivanovskoj oblasti u Rusiji. Zemljopisni položaj mu je : 57°27′sjeverne zemljopisne širine i 41°30′istočne zemljopisne dužine.
Upravno je središte Privolškog okruga. Nalazi se na desnoj obali rijeke Volge, na ušću rječice Šohonke. nekih 70 km sjeveroistočno od Ivanova
Broj stanovnika: 2.790 (2002.) (2002)
Pljos je utemeljen u 12. stoljeću. Gradom je priznat od 1925.
Vremenska zona: Moskovsko vrijeme

## Vanjske poveznice
- Ples.ru — неофициальный сайт города  Arhivirana inačica izvorne stranice od 13. lipnja 2006. (Wayback Machine) Neslužbene stranice
- ПЛЁС.RU — неофициальный сайт города Neslužbene stranice
- Страница города Плёс на сайте «Старинные города России»  Arhivirana inačica izvorne stranice od 3. svibnja 2006. (Wayback Machine)